# 아반티!
《아반티!》(영어: Avanti!)는 1972년 개봉한 미국, 이탈리아의 코미디 영화이다. 빌리 와일더가 감독과 공동각본을 맡았으며, 새뮤얼 A. 테일러의 동명 희곡이 영화의 원작이다.

## 출연

### 주연
- 잭 레먼
- 줄리엣 밀스

### 조연
- 클리브 레빌
- 에드워드 앤드류즈

## 기타
- 원작자: 사무엘 A. 테일러
- 미술: 페르디난도 스카피오티